# FDGB-Pokal 1961/62
Der elfte Wettbewerb um den FDGB-Fußballpokal fand in der Spielzeit 1961/62 statt, die sich wegen der Spielplanumstellung auf den Herbst-Frühjahr-Rhythmus über 18 Monate erstreckte.
Der Pokalwettbewerb 1961/62 begann am 19. Februar 1961 mit einer Vorrunde, die nach territorialen Gesichtspunkten gelost wurde, an der aus der Saison 1960 die 15 Bezirkspokalsieger und 39 Mannschaften aus der II. DDR-Liga (Tabellenplatz sieben abwärts) teilnahmen. In der 1. Hauptrunde kamen aus der Saison 1960 die beiden Absteiger aus der DDR-Oberliga, die Mannschaften aus der DDR-Liga (ohne Aufsteiger) und die restlichen Vertreter der drittklassigen II. DDR-Liga dazu. Alle Pokalrunden wurden im K.-o.-System ausgetragen, deren Spiele bei Gleichstand nach der regulären Spielzeit durch Verlängerung und gegebenenfalls durch ein Wiederholungsspiel entschieden wurden.
Die Mannschaften der DDR-Oberliga stiegen mit der 3. Hauptrunde in den Pokalwettbewerb ein. Dort schied mit der BSG Aktivist Schwarze Pumpe der letzte Bezirksvertreter aus, aber auch die Oberligisten Turbine Erfurt, Lokomotive Stendal und Motor Zwickau kamen nicht in das anschließende Achtelfinale. Für das Sechzehner Feld hatten sich noch fünf Mannschaften aus der I. DDR-Liga qualifiziert, von denen Vorwärts Cottbus, Dynamo Hohenschönhausen und der SC Potsdam das Viertelfinale erreichten, dort aber allesamt ausschieden. Die Vorjahresfinalisten Motor Jena und Empor Rostock kamen bis in das Halbfinale, wo sie dann an Chemie Halle bzw. Dynamo Berlin scheiterten.

## Vorrunde
Die Spiele fanden am 19. Februar 1961 statt.
|                                    | Ergebnis  |                                  |
| ---------------------------------- | --------- | -------------------------------- |
| BSG Motor Wismar II *              | 1:3 n. V. | BSG Fortschritt Neustadt-Glewe   |
| BSG CM Veritas Wittenberge II *    | 3:1       | BSG Motor Wismar                 |
| SG Dynamo Löcknitz *               | 1:0       | BSG Motor Rostock                |
| BSG Fortschritt Luckenwalde *      | 1:2       | BSG Tiefbau Berlin               |
| BSG Einheit Frankfurt/Oder *       | 1:0       | BSG Lokomotive Cottbus           |
| BSG Aktivist BKK Lauchhammer *     | 0:1       | SG Dynamo Frankfurt/Oder         |
| SG Dynamo Oschersleben *           | 1:3       | BSG Chemie Bitterfeld            |
| BSG Stahl Helbra *                 | 2:1       | BSG Stahl Gröditz                |
| SG Dynamo Erfurt *                 | 2:1       | BSG Aktivist Geiseltal Mücheln   |
| BSG Chemie Kahla *                 | 2:0       | BSG Motor Neuhaus-Schierschnitz  |
| BSG Aufbau Häselrieth *            | 2:3       | BSG Motor Eisenach               |
| BSG Lokomotive Dresden *           | 1:2       | BSG Chemie Glauchau              |
| SG Zwenkau *                       | 0:0 n. V. | BSG Aufbau Meißen                |
| BSG Motor Limbach-Oberfrohna *     | 0:1       | BSG Motor-Mitte Suhl             |
| SG Lichtenberg 47 II *             | 1:0       | BSG Chemie Grünau-Schmöckwitz    |
| BSG Einheit Ludwigslust            | 1:0       | BSG Lokomotive Kirchmöser        |
| BSG Empor Fürstenwalde             | 0:2       | BSG Empor Wurzen                 |
| BSG Chemie Schönebeck              | 4:1       | BSG CM Veritas Wittenberge       |
| BSG Motor Altenburg                | 0:0 n. V. | BSG Motor Sonneberg              |
| BSG Motor Sömmerda                 | 2:3 n. V. | BSG Stahl Thale                  |
| BSG Einheit Teterow                | 1:6       | BSG Motor Schönebeck             |
| BSG Aktivist Schwarze Pumpe        | 2:1       | BSG Motor Görlitz                |
| BSG Chemie Leuna                   | 3:1       | TSC Oberschöneweide              |
| BSG Chemie Schwarzheide            | 4:0       | BSG Stahl Silbitz                |
| BSG Motor Rudisleben-Ichtershausen | 2:0       | BSG Motor Werdau                 |
| BSG Motor Breitungen               | 1:3       | BSG Aktivist „Karl Marx“ Zwickau |
| BSG Einheit Burg                   | 2:4       | SG Grünau                        |

### Wiederholungsspiele
Die Wiederholungsspiele fanden am 22. Februar 1961 statt.
|                     | Ergebnis |                     |
| ------------------- | -------- | ------------------- |
| BSG Aufbau Meißen   | 2:0      | SG Zwenkau *        |
| BSG Motor Sonneberg | 2:0      | BSG Motor Altenburg |

## 1. Hauptrunde
Die Spiele fanden am 11. und 12. März 1961 statt.
|                                    | Ergebnis  |                                   |
| ---------------------------------- | --------- | --------------------------------- |
| BSG Stahl MK Eisleben              | 1:1 n. V. | BSG Lokomotive Weimar             |
| SG Grünau                          | 2:3       | BSG Motor Dessau                  |
| BSG Aktivist „Karl Marx“ Zwickau   | 0:3       | BSG Motor Steinach                |
| BSG Motor Warnowwerft Warnemünde   | 3:1       | ASK Vorwärts Neubrandenburg       |
| ASK Vorwärts Leipzig               | 3:1       | BSG Motor Brand-Langenau          |
| BSG Einheit Elsterberg             | 2:2 n. V. | SC Motor Karl-Marx-Stadt          |
| BSG Glückauf Bleicherode           | 2:0       | BSG Aktivist Kali Werra Tiefenort |
| BSG Lokomotive Halberstadt         | 0:1       | BSG Chemie Wolfen                 |
| BSG Rotation Babelsberg            | 2:3       | SC Potsdam                        |
| SC Traktor Schwerin                | 0:1       | BSG Motor Süd Brandenburg         |
| BSG Aktivist Böhlen                | 1:1 n. V. | BSG Chemie Zeitz                  |
| BSG Turbine Neubrandenburg         | 0:1 n. V. | SG Dynamo Hohenschönhausen        |
| BSG Chemie Lauscha                 | 2:3       | BSG Wismut Gera                   |
| BSG Motor Rudisleben-Ichtershausen | 0:2       | HSG Wissenschaft Halle            |
| BSG Chemie Schwarzheide            | 6:1       | BSG Stahl Stalinstadt             |
| BSG Aktivist Schwarze Pumpe        | 1:0       | SG Dynamo Dresden                 |
| BSG Chemie Leuna                   | 1:2       | BSG Stahl Riesa                   |
| BSG Motor Schönebeck               | 1:3       | SG Dynamo Eisleben                |
| BSG Stahl Thale                    | 0:0 n. V. | SC Fortschritt Weißenfels         |
| BSG Motor Sonneberg                | 5:1       | BSG Fortschritt Meerane           |
| BSG Empor Wurzen                   | 2:3       | BSG Aktivist Laubusch             |
| BSG Lokomotive Kirchmöser          | 1:1 n. V. | BSG Chemie Schönebeck             |
| SG Lichtenberg 47 II *             | 1:1 n. V. | SG Dynamo Schwerin                |
| BSG Motor-Mitte Suhl               | 2:1 n. V. | BSG Wismut Plauen                 |
| BSG Aufbau Meißen                  | 2:3       | ASK Vorwärts Cottbus              |
| BSG Chemie Glauchau                | 3:0       | BSG Motor Erfurt Nord             |
| BSG Motor Eisenach                 | 3:2       | BSG Motor Aschersleben            |
| BSG Chemie Kahla *                 | 3:2 n. V. | BSG Motor Gohlis-Nord Leipzig     |
| SG Dynamo Erfurt *                 | 5:3       | BSG Motor Nordhausen-West         |
| BSG Stahl Helbra *                 | 4:3       | BSG Motor Hennigsdorf             |
| BSG Chemie Bitterfeld              | 1:3       | SG Lichtenberg 47                 |
| SG Dynamo Frankfurt/Oder           | 1:0       | BSG Motor Bautzen                 |
| BSG Tiefbau Berlin                 | 5:1       | SC Frankfurt/Oder * (1)           |
| SG Dynamo Löcknitz *               | 2:4       | BSG Einheit Greifswald            |
| BSG CM Veritas Wittenberge II *    | 2:2 n. V. | BSG Motor Rathenow                |
| BSG Fortschritt Neustadt-Glewe     | 0:1       | ASK Vorwärts Rostock              |

### Wiederholungsspiele
Die Wiederholungsspiele fanden am 15. März 1961 statt.
|                           | Ergebnis  |                                 |
| ------------------------- | --------- | ------------------------------- |
| BSG Lokomotive Weimar     | (2)       | BSG Stahl MK Eisleben           |
| SC Motor Karl-Marx-Stadt  | 5:2       | BSG Einheit Elsterberg          |
| BSG Chemie Zeitz          | 2:0       | BSG Aktivist Böhlen             |
| SC Fortschritt Weißenfels | 0:2       | BSG Stahl Thale                 |
| BSG Chemie Schönebeck     | 2:3 n. V. | BSG Lokomotive Kirchmöser       |
| SG Dynamo Schwerin        | 8:0       | SG Lichtenberg 47 II *          |
| BSG Motor Rathenow        | 2:0       | BSG CM Veritas Wittenberge II * |

## 2. Hauptrunde
Die Spiele fanden zwischen dem 26. und 30. April 1961 statt.
|                            | Ergebnis  |                                  |
| -------------------------- | --------- | -------------------------------- |
| BSG Motor-Mitte Suhl       | 2:3       | SG Dynamo Eisleben               |
| HSG Wissenschaft Halle     | 2:1       | BSG Motor Eisenach               |
| BSG Stahl Riesa            | 2:0       | BSG Chemie Kahla *               |
| SG Dynamo Hohenschönhausen | 3:2       | SG Dynamo Frankfurt/Oder         |
| BSG Motor Süd Brandenburg  | 4:3       | BSG Chemie Schwarzheide          |
| ASK Vorwärts Rostock       | 2:3 n. V. | SC Potsdam                       |
| BSG Einheit Greifswald     | 2:2 n. V. | BSG Tiefbau Berlin               |
| SG Lichtenberg 47          | 0:2       | BSG Motor Warnowwerft Warnemünde |
| ASK Vorwärts Cottbus       | 3:1       | BSG Stahl MK Eisleben            |
| BSG Aktivist Laubusch      | 3:1       | BSG Stahl Helbra *               |
| BSG Motor Steinach         | 2:0       | BSG Glückauf Bleicherode         |
| BSG Wismut Gera            | 7:0       | BSG Motor Sonneberg              |
| BSG Chemie Wolfen          | 2:1       | BSG Chemie Glauchau              |
| BSG Motor Rathenow         | 0:0 n. V. | BSG Aktivist Schwarze Pumpe      |
| SG Dynamo Schwerin         | 1:1 n. V. | BSG Stahl Thale                  |
| BSG Lokomotive Kirchmöser  | 2:5       | BSG Chemie Zeitz                 |
| SC Motor Karl-Marx-Stadt   | 1:0       | ASK Vorwärts Leipzig             |
| BSG Motor Dessau           | 2:0       | SG Dynamo Erfurt *               |

### Wiederholungsspiele
Die Wiederholungsspiele fanden am 3. Mai 1961 statt.
|                             | Ergebnis |                        |
| --------------------------- | -------- | ---------------------- |
| BSG Tiefbau Berlin          | 2:0      | BSG Einheit Greifswald |
| BSG Aktivist Schwarze Pumpe | 2:0      | BSG Motor Rathenow     |
| BSG Stahl Thale             | 2:0      | SG Dynamo Schwerin     |

## 3. Hauptrunde
Die Spiele fanden zwischen dem 2. und 23. August 1961 statt.
|                                  | Ergebnis  |                                 |
| -------------------------------- | --------- | ------------------------------- |
| SC Wismut Karl-Marx-Stadt        | 3:0       | BSG Motor Zwickau               |
| BSG Motor Warnowwerft Warnemünde | 1:3       | SC Chemie Halle                 |
| BSG Tiefbau Berlin               | 1:7       | ASK Vorwärts Berlin             |
| BSG Motor Süd Brandenburg        | 0:5       | BSG Motor Dessau                |
| BSG Stahl Thale                  | 3:4 n. V. | SC Aktivist Brieske-Senftenberg |
| HSG Wissenschaft Halle           | 0:6       | SC Lokomotive Leipzig           |
| BSG Aktivist Schwarze Pumpe      | 2:5       | SC Empor Rostock                |
| SC Potsdam                       | 2:1       | BSG Lokomotive Stendal          |
| BSG Motor Steinach               | 3:5       | SC Motor Karl-Marx-Stadt        |
| BSG Chemie Zeitz                 | 3:5       | SC Aufbau Magdeburg             |
| BSG Stahl Riesa                  | 0:1       | ASK Vorwärts Cottbus            |
| SG Dynamo Eisleben               | 2:2 n. V. | SG Dynamo Hohenschönhausen      |
| BSG Aktivist Laubusch            | 2:6       | SC Dynamo Berlin                |
| SC Einheit Dresden               | 3:2       | BSG Wismut Gera                 |
| BSG Chemie Wolfen                | 1:2 n. V. | SC Rotation Leipzig             |
| SC Motor Jena                    | 5:3       | SC Turbine Erfurt               |

### Wiederholungsspiel
Das Wiederholungsspiel fand am 24. August 1961 statt.
|                            | Ergebnis |                    |
| -------------------------- | -------- | ------------------ |
| SG Dynamo Hohenschönhausen | 2:1      | SG Dynamo Eisleben |

## Achtelfinale
Die Spiele fanden am 25. und 26. November 1961 statt.
|                                 | Ergebnis  |                            |
| ------------------------------- | --------- | -------------------------- |
| ASG Vorwärts Cottbus            | 4:3 n. V. | SC Rotation Leipzig        |
| BSG Motor Dessau                | 0:3       | SG Dynamo Hohenschönhausen |
| SC Motor Karl-Marx-Stadt        | 1:3       | SC Motor Jena              |
| SC Empor Rostock                | 1:0       | ASK Vorwärts Berlin        |
| SC Aktivist Brieske-Senftenberg | 1:2       | SC Potsdam                 |
| SC Chemie Halle                 | 5:0       | SC Einheit Dresden         |
| SC Lokomotive Leipzig           | 2:1       | SC Wismut Karl-Marx-Stadt  |
| SC Dynamo Berlin                | 4:1       | SC Aufbau Magdeburg        |

## Viertelfinale
Die Spiele fanden zwischen dem 2. und 17. Dezember 1961 statt.
|                            | Ergebnis  |                       |
| -------------------------- | --------- | --------------------- |
| SC Potsdam                 | 1:1 n. V. | SC Chemie Halle       |
| SG Dynamo Hohenschönhausen | 0:3       | SC Dynamo Berlin      |
| SC Motor Jena              | 2:0       | ASK Vorwärts Cottbus  |
| SC Empor Rostock           | 1:0       | SC Lokomotive Leipzig |

### Wiederholungsspiel
Das Wiederholungsspiel fand am 6. Dezember 1961 statt.
|                 | Ergebnis |            |
| --------------- | -------- | ---------- |
| SC Chemie Halle | 2:0      | SC Potsdam |

## Halbfinale
Die Spiele fanden am 18. und 24. Februar 1962 statt.
|                  | Ergebnis  |                  |
| ---------------- | --------- | ---------------- |
| SC Chemie Halle  | 2:1 n. V. | SC Motor Jena    |
| SC Dynamo Berlin | 5:1       | SC Empor Rostock |

## Finale

### Statistik
| Paarung                | SC Chemie Halle – SC Dynamo Berlin |
| Ergebnis               | 3:1 (1:0) |
| Datum                  | Samstag, 9. Juni 1962 um 18.00 Uhr |
| Stadion                | Ernst-Thälmann-Stadion, Karl-Marx-Stadt |
| Zuschauer              | 10.000 |
| Schiedsrichter         | Gerhard Kunze (Karl-Marx-Stadt) |
| Tore                   | 1:0 Lehrmann (21.) 2:0 Schimpf (55.) 2:1 Schröter (68.) 3:1 Walter (85.) |
| SC Chemie Halle        | Helmut Wilk – Werner Okupniak, Klaus Hoffmann , Günter Minnich – Klaus Urbanczyk, Günter Hoffmann – Joachim Schimpf, Heinz Walter, Rainer Topf, Werner Lehrmann, Günter Busch Cheftrainer: Heinz Krügel        |
| SC Dynamo Berlin       | Willi Marquardt – Konrad Dorner, Werner Heine, Martin Skaba – Waldemar Mühlbächer, Herbert Maschke – Hermann Bley, Dieter Schmidt, Ralf Quest, Wilfried Klingbiel, Günter Schröter Cheftrainer: János Gyarmati |
| Verletzt ausgeschieden | keine – Konrad Dorner (62.) |

### Spielverlauf

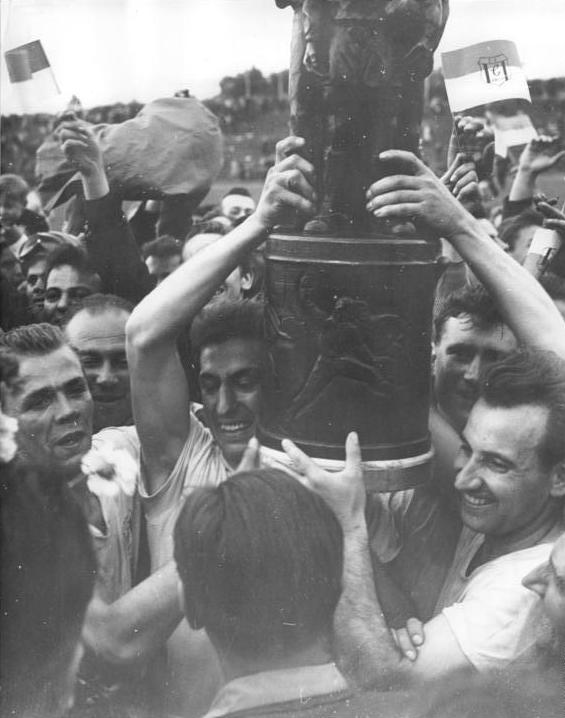
Spieler des SC Chemie Halle nach dem Spiel mit dem FDGB-Pokal

Im Pokalfinale trafen der Meisterschaftsdritte, SC Dynamo Berlin, und der Elfte der gerade abgeschlossenen Meisterschaft, SC Chemie Halle, aufeinander. Beide Mannschaften hatten den Pokal bereits einmal gewonnen. Aufgrund des Meisterschafts-Ergebnisses gingen die Berliner als Favorit in das Spiel, hatten mit Heine und Schröter zwei aktuelle Nationalspieler in ihren Reihen, während die Hallenser mit Urbanczyk nur ein Mitglied der Nationalmannschaft aufbieten konnten. Trotz dieser Konstellation riss Chemie sofort die Initiative an sich, spielte im Mittelfeld klüger und hatte mit dem 19-jährigen Schimpf und mit Busch eine gefährliche Flügelzange. Bereits in der 20. Minute kam Halle zu seinem dritten Eckstoß. Busch schlug den Ball hoch vor das Tor, die Faustabwehr des Berliner Torwarts Marquardt landete beim Hallenser Lehrmann, dessen Schuss vom Innenpfosten in das Tor prallte. Bis zur Halbzeit fand Dynamo kein Mittel, den Gegner in Gefahr zu bringen. Vom hochkarätigen Mittelfeld mit Mühlbächer und Maschke ging keinerlei Spielaufbau aus, und die Berliner Stürmer enttäuschten in ganzer Breite. Ein Beispiel für die Hallenser Überlegenheit war ihr zweiter Treffer. In der 55. Minute gab es Eckball für Dynamo, der von der gegnerischen Abwehr abgefangen und nach vorne geschlagen wurde. Durch diesen schnellen Gegenstoß standen plötzlich vier Hallenser zwei Berliner Verteidigern gegenüber. Eine Vorlage von Busch erreichte Schimpf, der Skaba kaltblütig umkurvte und unhaltbar vollendete. Eine Viertelstunde später konnten die Berliner noch einmal Hoffnung schöpfen, als Schröter einen von Heine geschlagenen Freistoß am Chemie-Torwart Wilk vorbei im Tor unterbringen konnte. Zu dieser Zeit spielte Berlin nur noch mit neun Feldspielern, da ihr rechter Verteidiger Dorner verletzungsbedingt ausgeschieden war. So war es für Chemie Halle leicht, den Gegentreffer wegzustecken und weiterhin die Oberhand zu behalten. In der 85. Minute machte Heinz Walter alles klar, als er nach Zuspiel von Günter Hofmann den Berliner Mittelverteidiger Heine ausspielte und mit einem Schuss unter die Latte den 3:1-Endstand herstellte.